# Chucky Thompson
Carl E. "Chucky" Thompson (1968 – 9 de agosto de 2021) foi um produtor musical afro-americano de R&B e hip hop. Ele foi mais conhecido por ser membro da Bad Boy Entertainment e produzir álbuns de The Notorious B.I.G. e Mase.